# Partido Interreligioso por la Paz
El Partido por la Paz es un evento deportivo e interreligioso que reúne en el campo de juego a los más importantes jugadores de fútbol en actividad y a sus más renombradas leyendas.
El evento es promovido por el S. S. Papa Francisco y su principal objetivo es el de dar en momentos clave un mensaje de paz y unidad; que desde el deporte y con el apoyo de sus máximas figuras, y del Santo Padre logre llegar al mundo entero.
Jugadores de todo el mundo, de distintas confesiones religiosas y creencias son el motor que de vida a este evento que ayuda a sostener los diversos programas de Scholas; una organización internacional de Derecho Pontificio, sin fines de lucro, creada por el Papa Francisco en 2013 que busca transformar la educación y fomentar la inclusión social.
Las tres ediciones del evento se realizaron en Roma; el 1 de septiembre de 2014, el 12 de octubre de 2016 y el 14 de noviembre de 2022. Mas de 150 estrellas participaron en ellas y colaboraron con la difusión global del evento, convirtiéndolo en el más importante realizado en su tipo; captando la atención mundial y de la prensa internacional que publico noticias del evento en 27 idiomas.
Algunas de las estrellas que han jugado o colaborado con el evento han sido: Diego Maradona, Lionel Messi, Francesco Totti, Alessandro Del Piero, Andrea Pirlo, Ronaldinho, Fabio Capello, Gianluigi Buffon, Roberto Baggio, Gianluca Zambrotta, Fernando Torres, Samuel Eto’o, Andriy Shevchenko, Juan Sebastián Verón, Arsène Wenger, Javier Mascherano, Paolo Maldini, Ciro Immobile, Iván Rakitić, Ciro Ferrara, Robert Pires, Javier Zanetti, Carlos Valderrama, Maximiliano Rodríguez y Mauro Icardi, entre muchos otros.

### Primera edición:Partita per la Pace
La primera edición del evento se llamó Partita per la Pace (‘Partido por la Paz’, en español), y se disputó el 1 de septiembre del año 2014, en el estadio Olímpico de Roma. 
El evento fue impulsado el papa Francisco y por reconocidas y leyendas del mundo del futbol, principalmente por Diego Armando Maradona y Javier Zanetti.  
Esta primera edición del evento fue trasmitida en vivo por Radiotelevisione Italiana y la recaudación destinada la Fundación Pontificia Scholas Occurrentes y los proyectos que esta impulsa en 5 continentes, y la Fundación Pupi, para el proyecto "Una Alternativa de Vida" para la creación de una red de colegios para los chicos pobres de Buenos Aires.
La primera edición fue  el “primer partido de fútbol interreligioso por la paz en el mundo”, y se propuso como “un acontecimiento histórico, basado en la espiritualidad, la fraternidad y la excelencia deportiva, en el nombre del diálogo entre los pueblos, por la Paz Mundial”.
La iniciativa fue llevada a cabo por Football Match y promovida por las ONG Fundación PUPI y Scholas Occurrentes, una red mundial de escuelas impulsada por el papa Francisco, a través de la Academia Pontificia de las Ciencias.
La intención del Papa fue dedicar la primera edición del evento con un partido a Israel, Palestina y Gaza, y se disputó en el Estadio Olímpico de Roma en un encuentro interreligioso. 
En esa ocasión, el evento contó con un show de apertura musical interpretado por Martina "Tini" Stoessel, quien interpretaba en aquellos años al reconocido personaje en la tira juvenil de Disney Channel. "Violetta". La artista cantó la versión en italiano de la canción "En mi mundo" y un cover de John Lennon, "Imagine", muy emocionada llegó hasta las lágrimas por ser la primera vez que lo hacía en un estadio.      

El deporte es una herramienta para comunicar los valores que promueven el bien de la persona humana y ayudan a construir una sociedad más pacífica y fraterna. Pensemos en la lealtad, la perseverancia, la amistad, el compartir y la solidaridad.
Papa Francisco.

Reuniremos a futbolistas de todas las religiones para hacer entender, con un gesto simbólico, que es posible construir un mundo en paz, hecho de diálogo, de respeto por los otros, por quienes, aunque tengan ideas diferentes de las mías, no son mis enemigos, sino ocasión de crecimiento y de riqueza.
Javier Zanetti.

|                 |
| Papa Francisco. |

|                   |
| Diego A. Maradona |

|                |
| Javier Zanetti |

## Segunda edición: Partido por la Paz
La segunda edición del Partido por la Paz se disputó el 12 de octubre de 2016, en el estadio Olímpico de Roma. El evento fue impulsado S.S. el Papa Francisco y por Diego Armando Maradona para llevar un mensaje de paz al mundo entero.
Esta segunda edición del evento fue trasmitida en vivo por TV Pública Argentina y la recaudación fue destinada la Fundación Pontificia Scholas Occurrentes y los proyectos que esta impulsa en 5 continentes, y a las organizaciones italianas UNITALSI (Unión Nacional Italiana de Transporte de Enfermos en Lourdes y Santuarios Internacionales) y a AMLIB (Organización sin fines de lucro por el Amor y la Libertad).
Participaron del evento estrellas en actividad y leyendas del mundo del futbol tales como Diego Maradona, Francesco Totti, Ronaldinho, Cafú, Robert Pires, Hernán Crespo, Edgard Davis entre otros.
Previo al partido, S.S. el Papa Francisco recibió a todos los jugadores en el vaticano, donde les agradeció por el apoyo a la causa y por participar del evento. Asimismo, también bendijo el Olivo de la paz que luego fuera plantado en el estadio estadio olímpico de roma, por reconocidos líderes espirituales de diferentes confesiones religiosas, previo al inicio del encuentro.
Equipos:
Scholas Occurrentes: Faryd Mondragón, Vincent Candela, Nicolás Burdisso, Cafú, Aldair, Rodrigo Taddei, Federico Fazio, Diego Maradona, Diego Maradona Jr., Francesco Totti, Angelo Carbone, Cuauhtémoc Blanco, Horacio Erpen, Diego Perotti, Fernando Cavenaghi, Carlos Hermosillo, Bojan Krkic, Antonio Di Natale, Juan Iturbe y Leandro Paredes. DT: Fabio Capello.
La Liga por la Paz: Albano Bizarri, Gianluca Zambrotta, Gonzalo Rodríguez, Rafael Márquez, Eric Abidal, Manolo Sanchís, Robert Pires, Edgard Davis, Juan Sebastián Verón, Gonzalo Verdejo, Rui Costa, Jiayi Shao, Víctor Sánchez, Sergio Conceicao, Felipe Anderson, Claudio López, Ronaldinho, Hernán Crespo, Frederic Kanoute, Julen Guerrero y Ciro Immobile. DT: Aitor Karanka.

## Tercera edición: "We Play for Peace"
La tercera edición del Partido por la Paz que lleva el nombre "We Play for Peace", y se llevó a cabo el 14 de noviembre de 2022, y contó con un tributo a Diego Armando Maradona quien fue uno de los mayores impulsores de las ediciones previas del evento junto a S.S. el Papa Francisco. 
El día 19 de mayo de 2022 se realizó en el vaticano el lanzamiento de "We Play for Peace" , liderado por S.S. Papa Francisco junto a los futbolistas y leyendas Ronaldinho, Maxi Rodríguez y Dani Alves y con el apoyo de muchas otras estrellas del fútbol mundial.
Se jugará este el 10 de octubre (el 10 del 10), por un deseo expreso de Diego Armando Maradona, quien fuera capitán del equipo de Scholas en las ediciones anteriores. El Papa Francisco: “Cuando jugamos en equipo, la competencia en vez de ser guerra, es semilla de paz”.
El evento es a beneficio de los programas educativos del Movimiento Pontificio Scholas Occurrentes, creado por el Papa Francisco y cuya misión es vincular la tecnología, el arte y el deporte para promover la educación y lograr la integración de todas las comunidades, respondiendo al llamado de crear una "cultura del encuentro" reuniendo a los jóvenes en una educación que genere sentido.
En el encuentro los deportistas presentaron al Papa un emotivo video de apoyo al partido, en él -y como en el origen de Scholas - estuvo presente el mensaje de sus embajadores deportivos Lionel Messi y Gianluigi Buffon, junto a otras estrellas del fútbol mundial como Luis Suárez, Ángel Di María, José Mourinho, Iván Rakitic entre otros.
En el video aparece además el conmovedor llamado de las hijas de Diego Maradona, Dalma y Gianina, a raíz de un mensaje de su padre, en el que 'El Diez' expresa su firme voluntad de realizar la tercera edición del evento, invitando a todos a participar en este evento a favor de la Paz.
En este particular momento de la historia, los jugadores más representativos del fútbol mundial, relanzan esta nueva celebración deportiva convocando a la Paz y con la esperanza de cumplir el deseo de El Pibe de Oro, realizándola en una fecha tan especial para él.
El vídeo difundido para lanzar el evento culmina con un sentido mensaje de Su Santidad el Papa Francisco, quien apoya la iniciativa e invita a participar: "El deseo de todos es la paz. Al jugar en equipo, la competencia en vez de ser guerra es semilla de paz. Este partido o lo ganamos todos, o los que más pierden van a seguir siendo los niños y los jóvenes. El símbolo de este Partido de la Paz es el olivo. Los invito a jugar por la Paz y a plantarlo junto a Scholas.”.

## Figuras primera edición

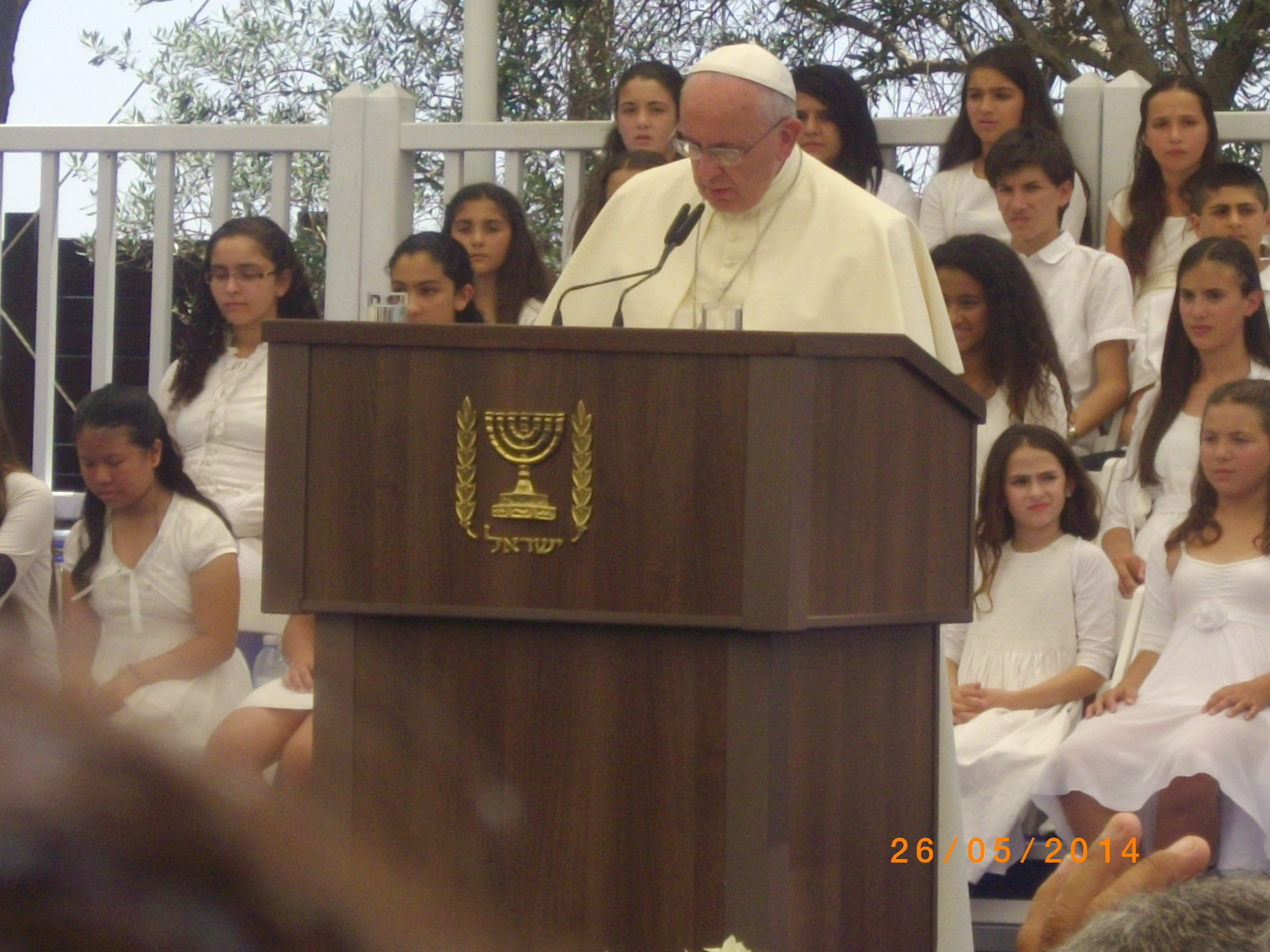
Viaje del papa Francisco a Tierra Santa.

Varias figuras retiradas y en actividad del mundo del fútbol fueron convocados por el Papa para disputar el partido. El nuevo entrenador de la selección de fútbol de Argentina, su compatriota Gerardo Martino, fue el encargado de dirigir a los dos equipos.
Para darle color a los minutos previos del encuentro, la argentina Martina Stoessel (Violetta) cantó la versión en italiano de la canción "En mi mundo" y un cover de John Lennon, "Imagine", muy emocionada llegó hasta las lágrimas por ser la primera vez que lo hacía en un estadio.

## Condecoraciones
En la primera edición del evento, el orfebre argentino Adrián Pallarols , Orfebre Oficial del Papa Francisco entregó a los campeones, junto con una medalla, un olivo de plata de 24 frutos, 24 olivas que representan a los 12 apóstoles y a los 12 ancianos, es decir, el Antiguo Testamento y el Nuevo Testamento. Es además quien acompaña a su Santidad desde hace 15 años en todos los emprendimientos que han recorrido el mundo y la Argentina que han requerido trabajos de orfebrería .